# Verdad y reconciliación en Colombia
La Verdad y reconciliación en Colombia del Conflicto armado interno de Colombia vigente actualmente desde 1960, Según el informe "¡Basta ya!: Colombia: memorias de guerra y dignidad" (2013) fueron 220.000 las muertes causadas por el conflicto entre 1958-2012. De los cuales 177.307 eran civiles, los responsables fueron: los grupos paramilitares 40%, los grupos guerrilleros del 25% y agentes del estado del 8%. Para 2020 según el Registro Único de víctimas se cuentan :8.989.570 víctimas de 11.202.790 eventos o hechos victimizantes.Dentro de estas categorías se encuentran las personas que fueron desaparecidas, amenazadas,desplazadas, secuestradas, víctimas de actos terroristas, masacres, asesinatos, minas antipersona, torturas, reclutamiento forzado de menores de edad y violencia sexual. Entre los actores armados están las Fuerzas Militares, los paramilitares, las guerrillas, grupos de narcotráfico .(Véase Anexo:Facciones del Conflicto armado en Colombia). Lo cual debido a la larga duración del conflicto y a sus causas y efectos ha dificultado el establecer algún tipo de comisión de verdad o reconciliación. 

## Contexto histórico

### Causas del conflicto armado interno
Algunas de las causas por las que surgió el Conflicto armado interno de Colombia son:
- La debilidad del Estado, y la ausencia del Estado en amplias regiones del territorio nacional.[6]
- El problema de la posesión de la tierra, la existencia de marcadas diferencias económicas y falta de aplicación de políticas rurales.[7][8]
- La polarización y persecución de la población civil debido a su orientación política, y la falta de espacios democráticos y participativos.[9][10]
- Las desigualdades sociales y la falta de acceso a la educación y a la salud.[11][12]
- La existencia y crecimiento de una industria del narcotráfico que se ha introducido en todos los sectores de la sociedad y del Estado.[13][14]
- La injerencia de los Estados Unidos y las políticas contrainsurgentes.[15]

El conflicto colombiano gira en torno al deseo de controlar población, tierra, recursos naturales, poder político y mercados de drogas. Las violaciones de derechos humanos que sufre Colombia incluyen principalmente desapariciones forzadas, ejecuciones sumarias y torturas. El consenso sobre cuál es la raíz del problema parece ser que la ley colombiana no se respeta, incluso por aquellos que han jurado protegerla. La justicia ha estado principalmente en manos del individuo. Los grupos armados pueden pertenecer a fuerzas armadas empleadas por narcotraficantes y propietarios, grupos paramilitares vinculados a las fuerzas de seguridad del país y/o "escuadrones de la muerte" en los que policías fuera de servicio toman la ley por su cuenta manos para matar criminales o personas mejor dispuestas. Los civiles son asesinados por su aparente implicación con cualquiera de los "otros" grupos armados sin pruebas ni juicio. Es un círculo vicioso alimentado por el interés propio de muchas personas que no creen que la ley sea efectiva y/o incluso correcta. Algunas partes de Colombia estén completamente fuera del control del gobierno. Es un problema adicional que los terratenientes, los capos de la droga y los líderes de la fuerza se hayan acostumbrado a no tener que responderle a nadie ni a nada. También se ha dicho que tanto las fuerzas de seguridad como los grupos insurgentes han establecido alianzas con reconocidos narcotraficantes, lo que establece que los carteles de la droga tienen una participación de control más que significativa en Colombia.

### Diálogos de paz en los años 90
Bajo la administración del presidente César Gaviria (1990–1994), se firmaron acuerdos de paz con 4 movimientos armados insurgentes que comprendían aproximadamente 3.500 combatientes. Las FARC y el ELN se resistieron a las negociaciones. Dos de las fuerzas armadas disueltas se convirtieron en partidos políticos. Sin embargo, la reinserción de algunos excombatientes en la vida civil no fue muy buena, y esto llevó a algunos de estos excombatientes a regresar a la vida de combate.

### Diálogos con las FARC-EP
En 2012, el presidente de Colombia Juan Manuel Santos se reunió con miembros de las FARC-EP en La Habana, Cuba, para entablar diálogos de paz. Las conversaciones de paz se instalaron formalmente en Oslo, Noruega, en octubre, pero luego se trasladaron a su ubicación permanente en La Habana en noviembre. Cuba y Noruega estuvieron presentes en cada una de las conferencias para ser garantes del proceso. Se dice que el proceso de paz comenzó poco después del ascenso al poder de Santos, pero también debe decirse que fue posible en gran parte debido a la serie de derrotas de las FARC-EP desde 2008. Estas derrotas comenzaron una vez que el gobierno de los Estados Unidos comenzó a prestar ayuda en la forma de educación de las Fuerzas Especiales, armas, tecnología sofisticada y redes de espías.
Se estableció que la piedra angular de las conversaciones de paz sería el tema de la redistribución de la tierra. Esto se afirmó como la razón principal para el comienzo del conflicto. Para que las FARC-EP aceptaran las conversaciones de paz, el presidente Santos prometió a los líderes que no serían extraditados a otros países. Aunque esto puede parecer un estímulo para la impunidad, la filosofía de Santos con respecto a este asunto fue "la paz a toda costa".
Muchos colombianos pidieron justicia retributiva en la cual los rebeldes enfrentarían justicia por muertes de civiles, secuestros y otros medios de extorsión que se usaban comúnmente. Sin embargo, las FARC-EP se negaron a ser procesadas, aunque admitieron la posibilidad de "revisar" algunos de sus errores.
Se alcanzó un acuerdo de paz entre los dos grupos en noviembre de 2016. El gobierno y las FARC-EP firmaron acuerdos históricos sobre el final del conflicto, incluido el cese de hostilidades y la entrega de armas. Sin embargo, el acuerdo (así como todo el proceso) ha tenido una fuerte oposición, especialmente por parte del expresidente Álvaro Uribe.
Fruto de estos acuerdos (que incluían el desarrollo rural integral, la participación política y el fin del narcotráfico) surgió una comisión de la verdad. La "Comisión para la aclaración de la verdad, la convivencia y la no repetición" debía centrarse en las víctimas, su derecho a la verdad, y se suponía que tenía un enfoque diferencial y basado en el género, centrándose en la forma en que se trataba a las diferentes personas. en términos de su papel en la sociedad. El gobierno y las FARC-EP se comprometieron a contribuir a la aclaración de la verdad y a reconocer sus responsabilidades ante la Comisión de la Verdad. La Comisión de la Verdad estaría compuesta por 11 miembros, elegidos por el mecanismo de selección de la Jurisdicción Especial de Paz y se suponía que trabajaría durante tres años, luego de un período de preparación de seis meses. Hasta ahora, la comisión aún tiene que hacer lo que se propuso, debido a las elecciones presidenciales de 2018 y el cambio posterior en el poder.
El presidente Juan Manuel Santos dijo al respecto que "Solo en una Colombia sin miedo y con verdad podemos comenzar a pasar la página".

## Acción Nacional
Dependiendo del presidente en el poder, se alienta a los trabajadores de derechos humanos o se los describe como coludidos con los rebeldes. La mentalidad de "si no estás con nosotros, estás en contra de nosotros" es muy evidente en la mayoría de los gobiernos para tomar el poder en Colombia. Esto causa una gran preocupación para los defensores de los derechos humanos, ya que ellos y sus familias son amenazados regularmente. Sin embargo, algunos han tratado de dar algunos pasos positivos. De 2002 a 2009, Colombia aceptó 11 mandatos de procedimientos especiales de la ONU, y se implementaron 15 de las 68 recomendaciones formuladas. Entre las acciones nacionales tomadas, se destacan la Ley de Justicia y Paz y la Ley 1448 de 2011, conocida como Ley de Restitución de Tierras.

### Ley de Justicia y Paz
La ley de Justicia y Paz fue parte de una lista de recomendaciones hechas por la ONU. Mediante la implementación de esta ley, el gobierno informa que los grupos paramilitares han sido desmovilizados. Sin embargo, las ONG lo han contradicho. A través de la visita de un relator especial de la ONU, se ha establecido que, aunque los líderes y el personal superior de los grupos paramilitares han sido arrestados, "las estructuras económicas, de comando y control de los paramilitares no parecen haber sido desmanteladas total y efectivamente".

### Ley de Restitución de Tierras
La ley de Restitución de Tierras fue firmada por el presidente Santos en junio de 2011, siguiendo la recomendación del ACNUDH de enmendar la Ley 975 de 2005. El propósito de la Ley es reconocer y proteger a todas las víctimas del conflicto armado. Por primera vez, incluso las víctimas de las fuerzas de seguridad del gobierno y las autoridades policiales están protegidas y alentadas a contribuir a la narración histórica. También ofrece reparaciones integrales. Algunas personas recuperarán sus tierras pero no todas. Incluso tiene un enfoque de género. Es el mayor paso que ha dado Colombia con respecto a los derechos humanos. Sin embargo, no considera a los miembros de los grupos armados ilegales que surgieron después de la disolución de los grupos paramilitares. Aunque esta ley sigue siendo el acto reparador más prometedor que se ha permitido, los asesinatos continuos, el desplazamiento y otras violaciones de los derechos humanos ponen en peligro la medida en que Colombia puede llegar a conocer una medida de paz.

## Participación extranjera

### Naciones Unidas
La ONU ha enviado misiones especiales cada año desde 1989, pero no tuvo mucho éxito. Su misión inicial fue fortalecer la capacidad del Gobierno para atender a las víctimas de la violencia, utilizando los recursos del Fondo de Solidaridad Social y Emergencia (23 millones de dólares), fortaleciendo el mecanismo judicial y la capacidad financiera de la oficina del fiscal general en para proteger mejor a los testigos y las víctimas y la promoción de mecanismos para salvaguardar los derechos fundamentales. En 1997 se creó una oficina permanente para ejecutar observaciones y consejos más directos al gobierno de Colombia. El trabajo de la Oficina del asesor presidencial para los derechos humanos ha sido monitorear, responder a las quejas y viajar para presenciar relatos de primera mano sobre violaciones de los derechos humanos. Además, entrevistan a todas las personas involucradas con las violaciones. Esto incluye a las víctimas, testigos, fuerzas armadas nacionales y 'locales' y autoridades civiles. Luego analizan las respuestas y el comportamiento de los entrevistados para discernir qué acciones se están tomando, consideradas o no. Finalmente, ofrecen recomendaciones y funcionan como asesores en asuntos judiciales o institucionales. En medio de todo, buscan promover y educar a las personas sobre los derechos internacionales que tienen. Las misiones especiales e incluso el trabajo más moderno de la Oficina es monitorear cada lado del conflicto. Aunque dan sus hallazgos al gobierno de Colombia, también están siendo criticados. Un problema recurrente es la impunidad. Ya sea a través de la corrupción gubernamental y/o la ineficacia judicial, los criminales pueden salir libres. 

### Organizaciones no gubernamentales (ONG)
Existen más de 1000 ONG activas en todo el país que son en su mayoría colaboraciones internacionales con colombianos. Estos defensores de los derechos humanos son particularmente atacados por los grupos paramilitares que, según todas las apariencias, no han sido desmantelados. Incluso los sistemas judiciales y policiales no cumplen con los procesamientos y de hecho incluso cometen violaciones contra defensores también. La inseguridad de los defensores de los derechos humanos ha empeorado desde principios de 2009, posiblemente debido a los efectos colaterales de la Política de seguridad democrática de 2002.

### Comisión Interamericana de Derechos Humanos (CIDH)
La Comisión Interamericana de Derechos Humanos (CIDH) ayuda a muchos Defensores de Derechos Humanos a obtener una medida de protección y medidas provisionales para ellos y sus familias. Los propios jueces de la Corte Suprema de Justicia se vieron obligados a pedir medidas cautelares provisionales a la CIDH. Fueron amenazados por no favorecer a la persona "correcta" durante el escándalo de la parapolítica en 2009, luego de la desmovilización "oficial" de las fuerzas paramilitares.